# Kemar
Kemar ist ein vor allem in Jamaika gängiger männlicher Vorname. Eine Abwandlung davon ist unter anderem Kemarley bzw. Kimarley.

## Namensträger

### Kemar
- Kemar Bailey-Cole (* 1992), jamaikanischer Leichtathlet
- Kemar Hyman (* 1989), kaimanischer Leichtathlet jamaikanischer Abstammung
- Kemar Lawrence (* 1992), jamaikanischer Fußballspieler
- Kemar Roach (* 1988), barbadischer Cricketspieler
- Kemar Roofe (* 1993), englischer Fußballspieler
- Kemar Valentine (* 1991), jamaikanischer Badmintonspieler

### Kemarley
- Kemarley Brown (* 1992), jamaikanischer Leichtathlet